# Seconde bataille du Tembén
Seconde guerre italo-éthiopienne 
 Front nord
Batailles
Front septentrional
- Invasion de l’Abyssinie
- Offensive de Noël
- 1re Tembén
- Amba Aradom
- 2e Tembén
- Shiré
- Maychew
- Marche de la volonté de fer

Front méridional
- Qorahe
- Genalé Dorya
- Ogaden

La seconde bataille du Tembén se déroule du 27 au 29 février 1936 entre l'Empire éthiopien et le royaume d'Italie. Le combat voit la victoire des Italiens et la dislocation de la colonne des commandants éthiopiens Kassa Haile Darge et Seyoum Mengesha.